# Kistövis
Kistövis románul: Lunca Târnavei, falu Romániában, Erdélyben, Fehér megyében.

## Fekvése
Balázsfalvától északkeletre, a Kis-Küküllő bal partja melletti úton fekvő település.

## Története
Kistövis nevét 1647-ben említette először oklevél Szpiny néven, mint I. Rákóczi György birtokát.
Nevének későbbi változatai: 1733-ban Szpin, 1808-ban Szpin, Blasdorf ~ Blessdorf, Spin, 1861-ben és 1888-ban Szpin, 1913-ban Kistövis.
A trianoni békeszerződés előtt Kis-Küküllő vármegye Hosszúaszói járásához tartozott.
1910-ben 400 román görögkatolikus lakosa volt.